# Stojan Vranješ
Stojan Vranješ (ur. 11 października 1986 w Banja Luce) – bośniacki piłkarz występujący na pozycji pomocnika.

## Sukcesy

### Borac Banja Luka
- Puchar Bośni i Hercegowiny: 2009/2010
- Mistrz Bośni i Hercegowiny: 2020/2021, 2023/2024

### CFR Cluj
- Mistrzostwo Rumunii: 2011/2012

### Vojvodina Nowy Sad
- Puchar Serbii: 2013/2014

### Legia Warszawa
- Mistrzostwo Polski: 2015/2016
- Puchar Polski: 2015/2016

## Życie prywatne
Starszy brat Ognjena Vranješa. Posiada także obywatelstwo serbskie.